# Boletina intermedia
Boletina intermedia är en tvåvingeart som beskrevs av Lundstrom 1915. Boletina intermedia ingår i släktet Boletina och familjen svampmyggor. Inga underarter finns listade i Catalogue of Life.